# August Musger

Profesor August Musger, sacerdote y físico austriaco inventor de la cámara cinematográfica lenta.

Profesor August Musger ( * 10 de febrero de 1868 - 30 de octubre de 1929) fue un sacerdote y físico austriaco inventor de la cámara cinematográfica lenta.

## Invención
Musger inventa la técnica de la cámara lenta usando una lente como mecanismo de sincronización. El invento fue patentado en 1904 y fue presentado en Graz, Estiria en 1907 usando un proyector hecho por K. Löffler, propietario de un cine.